# Datalogger GPS
DataLogger GPS (rejestrator trasy) - urządzenie umożliwiające zapis położenia urządzenia w czasie. Dzięki niemu uzyskuje się zbiór punktów, umożliwiający wizualizację przebytej drogi na mapach. Urządzenia tego typu używane są od dawna w zawodach lotniczych do zapisu całej trasy przelotu. Wymogiem w takim wypadku jest certyfikowanie urządzenia.
Rozwój tanich odbiorników GPS przeznaczonych do nawigacji spowodował, że na rynku pojawiły się niedrogie rozwiązania przeznaczone na rynek konsumencki. Umożliwiają one w zależności od konstrukcji na zapis od kilkuset do kilkuset tysięcy punktów.

## Sposoby wykorzystania

### Monitoring pojazdów

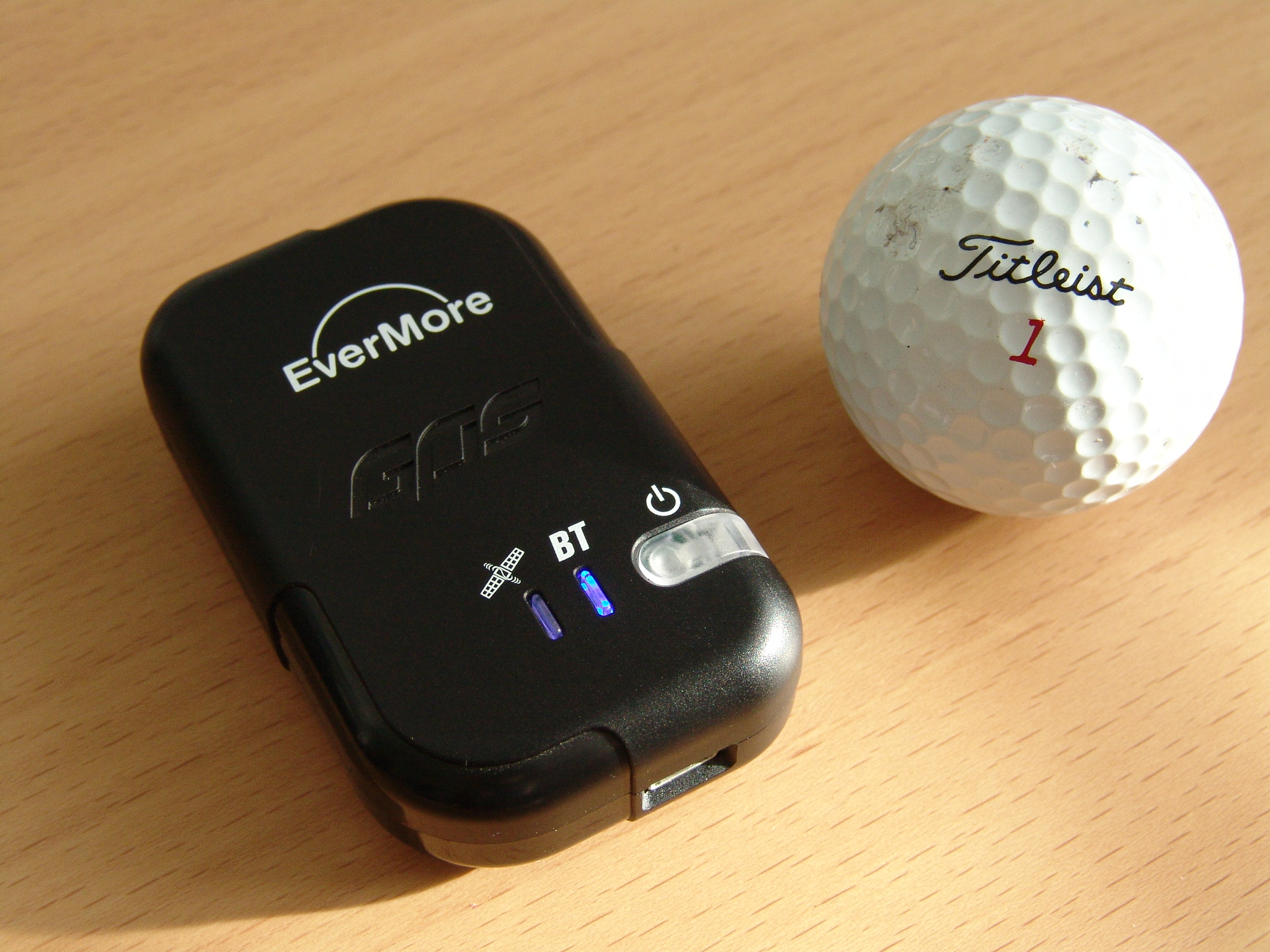
DataLogger EverMore GT-800-BT

Zapisana trasa może posłużyć jako sposób na kontrolę kierowców i eksploatacji pojazdów. Dzięki zapisanej trasie można uzyskać, w zależności od zastosowanego oprogramowania, wiele informacji na jej temat. Dzięki temu, że trasa jest odczytywana dopiero po powrocie pojazdu do bazy, użytkownik nie ponosi kosztów użytkowania systemu, jak ma to miejsce w przypadku systemu monitoringu, gdzie jego użytkowanie wiąże się miesięcznymi opłatami. W efekcie rejestrator trasy to niedrogie i jednocześnie bardzo efektywne narzędzie dla flot samochodowych, dla których informacja w czasie rzeczywistym o dokładnym położeniu pojazdu nie jest wymagana.
Informacje zapisywane przez datalogger GPS umożliwiają szczegółową analizę trasy i jej wizualizację na mapach.

### Geotagging
Zapisaną trasę można połączyć z innymi obiektami. Automatycznie można tego dokonać dla tych wszystkich elementów, które posiadają czas ich utworzenia. W efekcie po połączeniu z trasą, można uzupełnić informację o miejsce utworzenia takiego obiektu. W praktyce może to zostać wykorzystane do inwentaryzacji obiektów i zdarzeń w przestrzeni.
Część urządzeń umożliwia automatyczne łączenie trasy ze zdjęciami cyfrowymi wykonanymi w trakcie jej trwania. Takie połączenie nazywane jest phototagging i wykorzystywane jest przez wiele serwisów umożliwiających dzielenie się zdjęciami online: picasa2, flickr. Niektóre programy dołączone do dataloggerów umożliwiają również zapis informacji o miejscu wykonania zdjęcia bezpośrednio w pliku fotografii. Dzięki temu każdy, kto otrzyma takie zdjęcie, może łatwo znaleźć miejsce jego wykonania.
Z powodu licznych kradzieży urządzeń telekomunikacyjnych (w tym okablowania) oraz innej infrastruktury umiejscowionej pod ziemią, popularne staje się nieoznaczanie w sposób widoczny dokładnego miejsca lokalizacji studzienek. Do tego celu używa się systemu GPS. DataLoggery w połączeniu z aparatem cyfrowym znacznie ułatwiają wykonanie takiego zadania.

### Monitoring pracowników
Dzięki zapisanej trasie można kontrolować pracę oraz jej czas tam, gdzie jest to niezbędne do zachowania wysokiego standardu wykonania usługi. Przykładem takiego rozwiązania jest kontrola pracy pracowników ochrony, a dokładnie obchód obiektów. Dzięki zapisanej trasie można poznać dokładnie sposób wykonania pracy w terenie otwartym oraz poznać czas wejścia i wyjścia z obiektów zamkniętych.